# Bataliony piechoty zmotoryzowanej
Batalion piechoty zmotoryzowanej (bpzmot) – pododdział wojsk lądowych; jego podstawowym wyposażeniem są transportery opancerzone.

## Batalion zmotoryzowany SZ RP
Batalion piechoty zmotoryzowanej (zmotoryzowany) jest podstawowym modułem, na bazie którego tworzone są ogólnowojskowe elementy ugrupowania bojowego. Batalion może prowadzić wszystkie rodzaje działań taktycznych, zazwyczaj w składzie brygady lub samodzielnie jako taktyczna grupa bojowa na pomocniczym kierunku.

### Struktura organizacyjna bpzmot w 2017
- dowództwo batalionu[2][a]
- grupa dowódcy batalionu
  - pion ochrony informacji niejawnych
  - pomocnik ds. podoficerów
  - sekcja wychowawcza
  - referent ds. finansowych
  - inspektor BHP
- sztab batalionu
  - sekcja S–1
  - sekcja S–2
  - sekcja S–3

- - sekcja S–4
  - sekcja wsparcia bojowego

pododdziały
- kompania dowodzenia[2]
  - pluton dowodzenia
  - pluton ochrony i regulacji ruchu
  - drużyna zabezpieczenia
  - pluton rozpoznawczy
  - drużyna strzelców wyborowych
  - drużyna zabezpieczenia

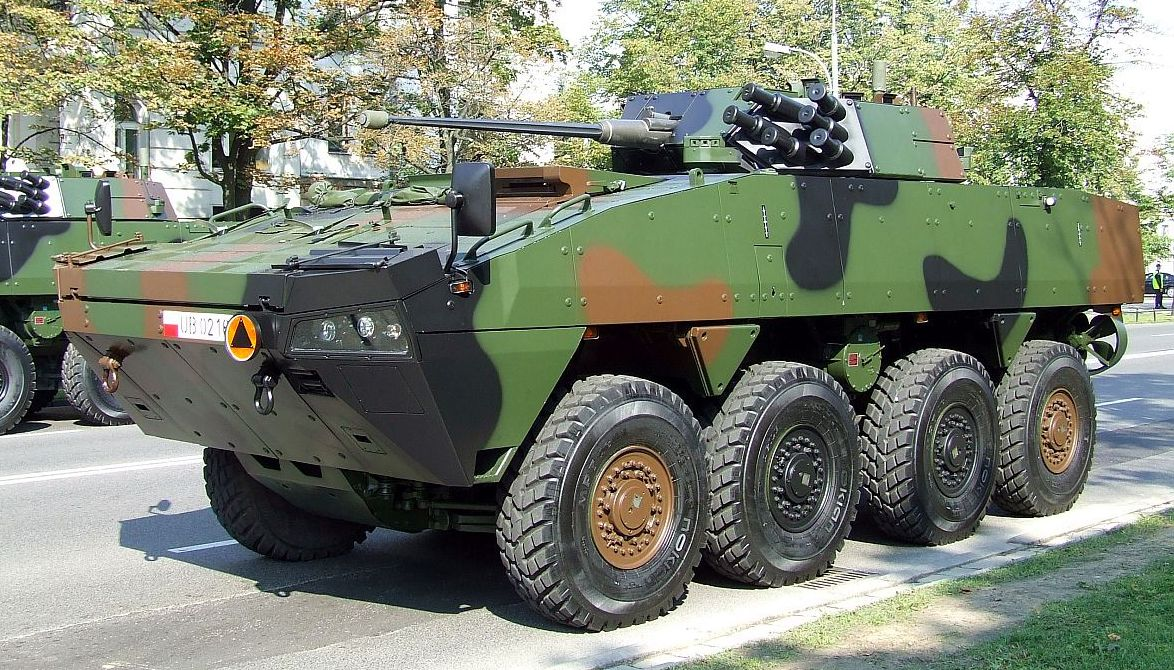
KTO Rosomak – podstawowy transporter polskiego bpzmot

- cztery kompanie piechoty zmotoryzowanej[3]

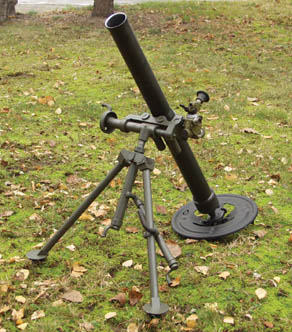
LM-60 – podstawowy moździerz polskiej kpzmot

- - dowódca i zastępca dowódcy kompanii
  - trzy plutony piechoty zmotoryzowanej
  - drużyna zabezpieczenia
  - grupa ewakuacyjna
- kompania wsparcia[4]
  - drużyna dowodzenia
  - drużyna zabezpieczenia
  - dwa plutony ogniowe
  - pluton przeciwpancerny
- kompania logistyczna[5]
  - załoga wozu dowodzenia
  - drużyna zabezpieczenia
  - pluton zaopatrzenia
  - pluton remontowy
- zespół zabezpieczenia medycznego[1]
  - cztery grupy ewakuacji medycznej

### Struktura i wyposażenie w 1986

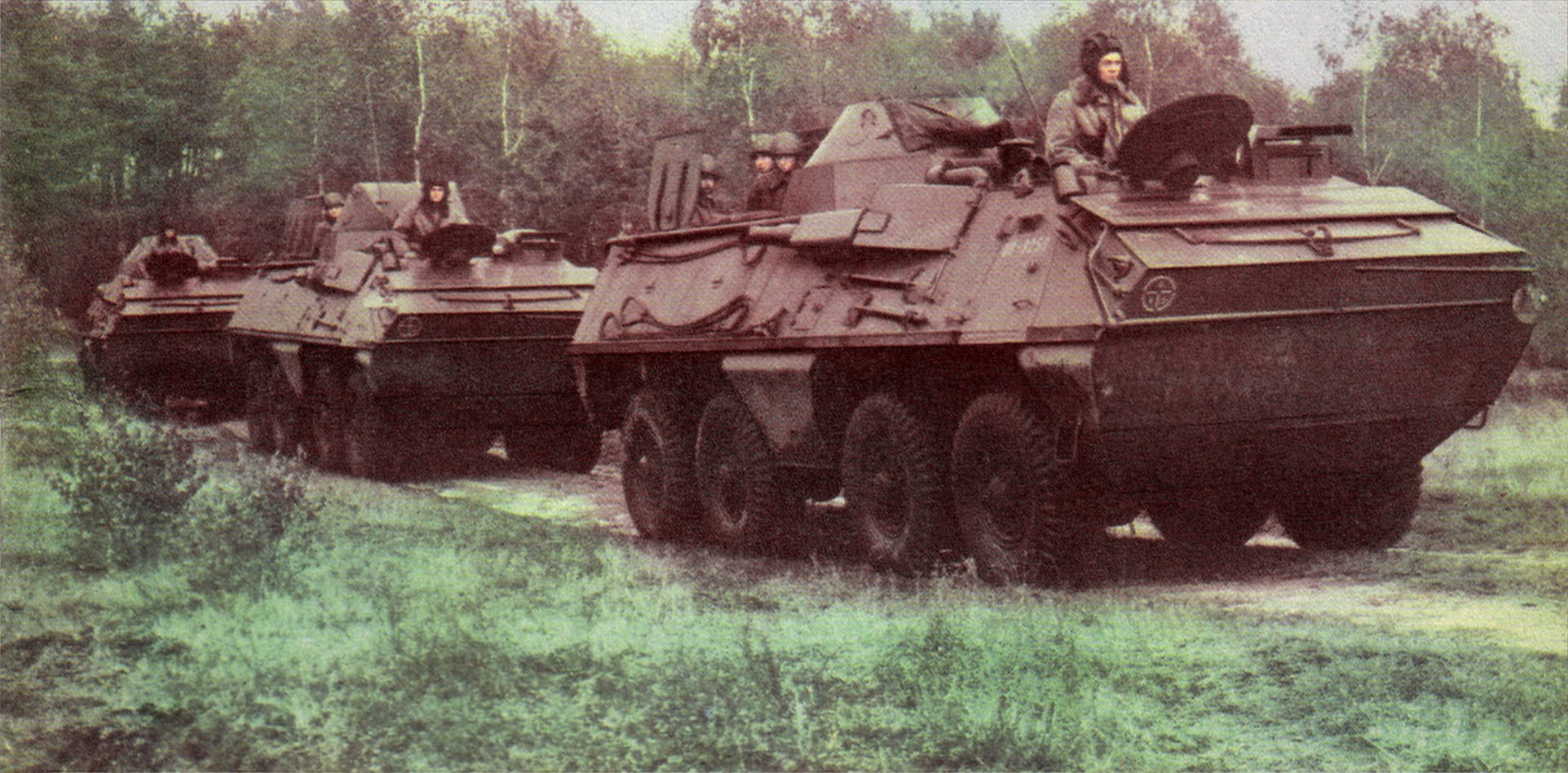
SKOT-2A – podstawowy transporter opancerzony bpzmot w 1986

bpzmot wyposażony w transportery SKOT 2 A (479)
- dowództwo
- trzy kompanie piechoty zmotoryzowanej (110)[b]
- bateria moździerzy (56)[c]
- pluton łączności (12)
- pluton przeciwlotniczy (17)[d]
- pluton przeciwpancerny (35)[e]
- pluton zaopatrzenia (10)
- drużyna remontowa (4)

### Bataliony piechoty zmotoryzowanej od 1945 do 1968
W okresie powojennym Wojsko Polskie przechodziło szereg zmian organizacyjnych ukierunkowanych na dostosowanie struktur do okresu pokoju. W 1945 w składzie polskich wojsk pancernych istniał korpus pancerny, a w jego składzie 1 Brygada Piechoty Zmotoryzowanej. Brygada posiadała dwa bataliony piechoty zmotoryzowanej, w każdym trzy kompanie piechoty, kompania ckm oraz pluton rusznic przeciwpancernych, pluton łączności i pluton zaopatrzenia.
W marcu 1949 w strukturach nowo powstałych korpusów pancernych zorganizowano dwie dywizje pancerne i dwie dywizje piechoty zmotoryzowanej. Dywizje pancerne posiadały w swoim składzie między innymi pułk piechoty zmotoryzowanej, a dywizja zmechanizowana dwa takie pułki. Zmotoryzowany pułk piechoty dywizji pancernej był w praktyce „klasycznym” pułkiem piechoty wyposażonym w samochody ciężarowe. W skład pułku wchodziły między innymi trzy bataliony, złożone z trzech kompanii piechoty, kompanii moździerzy oraz plutonu armat przeciwpancernych, plutonu łączności i plutonu transportowego. Batalion piechoty zmotoryzowanej z DZ zorganizowany był tak samo jak w DPanc, ale w kompaniach piechoty zmniejszona została w liczba plutonów z dwóch do jednego.
W ramach przedsięwzięć planu rozwoju wojska na lata 1950 – 1955, dywizje pancerne i piechoty zmotoryzowanej przeformowano w dywizje zmechanizowane. W skład dywizji zmechanizowanej wchodziły między innymi dwa pułki zmechanizowane. Pułk zmechanizowany posiadał między innymi trzy bataliony piechoty zmotoryzowanej, a w każdym: trzy kompanie piechoty, kompanię ckm, kompanię moździerzy, pluton armat 57 mm, pluton łączności i drużynę naprawczą.
Wiosną 1951 dywizje zmechanizowane otrzymały nowe etaty. W pułku zmechanizowanym zmniejszono liczbę zasadniczych pododdziałów bojowych. W batalionach piechoty zmotoryzowanej we wszystkich kompaniach piechoty, moździerzy i ckm zredukowano liczbę plutonów z 3 do 2. 
W pułku czołgów średnich w miejsce batalionu artylerii pancernej wprowadzono batalion piechoty zmotoryzowanej składający się z trzech kompanii piechoty zmotoryzowanej, kompanii przeciwlotniczych karabinów maszynowych i baterii artylerii przeciwpancernej

Późną jesienią 1954 zreorganizowano niektóre dywizje. W batalionach piechoty zmotoryzowanej, zamiast kompanii ckm wprowadzono baterię artylerii przeciwpancernej z plutonem armat i dwoma plutonami ciężkich granatników. Dodatkowym pododdziałem batalionu była bateria artylerii przeciwlotniczej. W kompaniach piechoty zmotoryzowanej, oprócz dwóch plutonów piechoty, wprowadzono pluton ckm.
W latach 1955–1960 dokonano znaczącej redukcji sił zbrojnych. Część dywizji zmechanizowanych przekształcono w dywizje pancerne. Dywizja zmechanizowana typu A posiadała dwa typy pułków zmechanizowanych: rozwinięty i skadrowany. Pierwszy z nich miał w swym składzie między innymi dwa bataliony piechoty zmotoryzowanej – w każdym dwie kompanie piechoty zmotoryzowanej, kompanię ckm oraz baterię artylerii przeciwpancernej i baterię artylerii przeciwlotniczej. Batalion szkolny pułku był w praktyce jego trzecim batalionem piechoty zmotoryzowanej. Skadrowany pułk zmechanizowany miał jeden batalion rozwinięty, a drugi skadrowany. Ponadto w jego „rozwiniętym” batalionie zmniejszono liczbę kompanii piechoty z trzech do dwóch. W batalionie szkolnym, zamiast dwóch kompanii, istniały tylko trzy plutony.
W pułku zmechanizowanym dywizji pancernej, w batalionach piechoty zmotoryzowanej, dodatkowo włączono trzecią skadrowaną kompanię piechoty.
W marcu 1957 podjęto kolejne decyzje o zmniejszeniu liczebności Wojska Polskiego. W dywizji zmechanizowanej pozostały dwa rozwinięte pułki zmechanizowane. Każdy z nich składał się między innymi z trzech batalionów piechoty zmotoryzowanej. W „starych” batalionach piechoty zmotoryzowanej rozwiązano kompanię ckm i baterię artylerii tworząc w zamian kompanię wsparcia oraz włączając plutony ckm do kompanii piechoty zmotoryzowanej. Nowy batalion składał się z trzech kompanii piechoty, plutonu ckm i plutonu przeciwpancernego oraz kompanii wsparcia. W skadrowanym pz były tylko dwa, w znacznym stopniu skadrowane, bataliony zmotoryzowane.

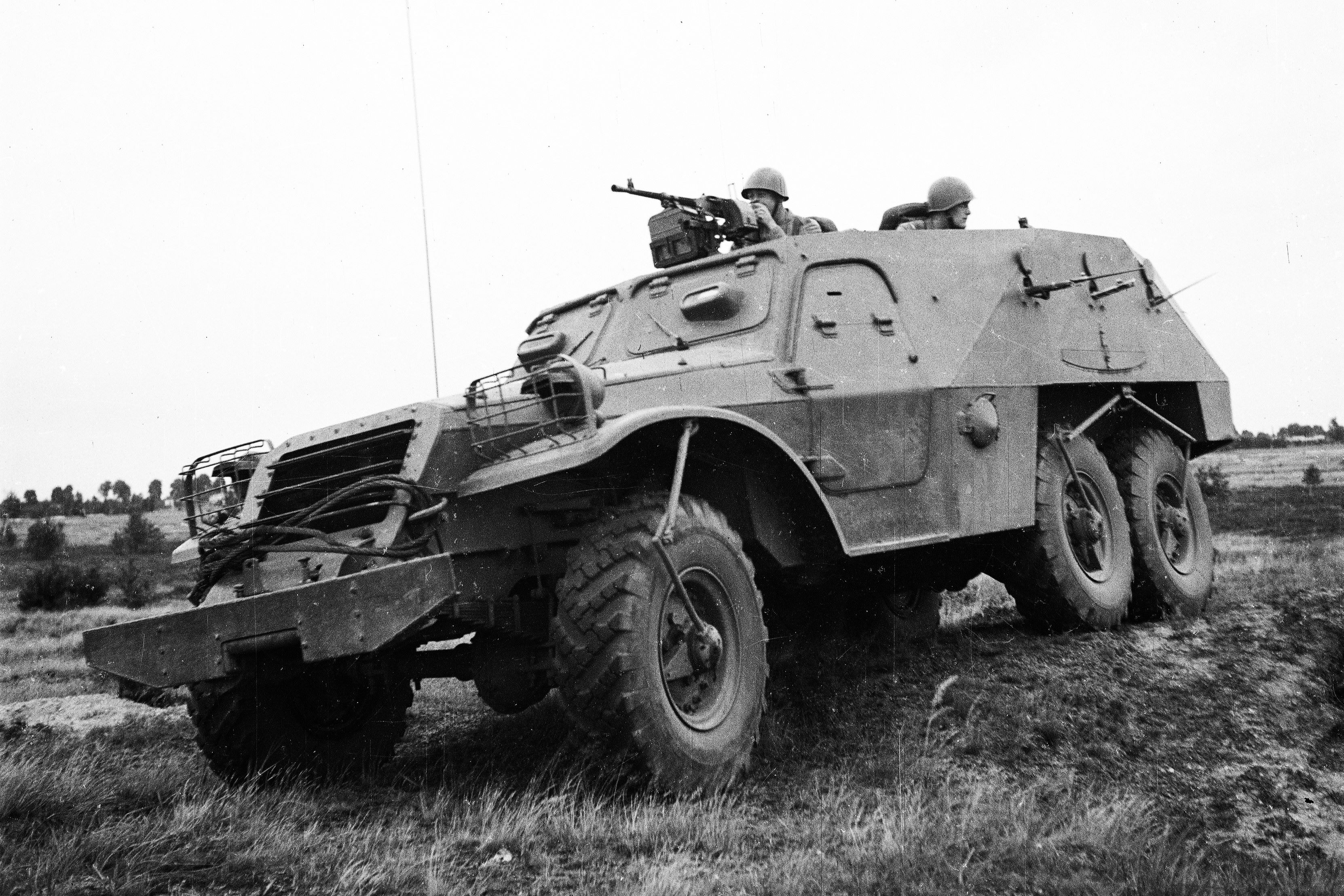
BTR-152

Jesienią 1958 nastąpiły kolejne redukcje. W strukturze rozwiniętego pułku zmechanizowanego zmniejszono liczbę batalionów piechoty zmotoryzowanej z trzech do dwóch przywracając w zamian batalion szkolny. W skadrowanym pz bataliony piechoty zmotoryzowanej zostały całkowicie skadrowane, a zamiast batalionu szkolnego utworzono pułkową szkołę podoficerską. W pułku zmechanizowanym DPanc dwa bataliony piechoty zmotoryzowanej posiadały po trzy kompanie piechoty zmotoryzowanej oraz kompanię wsparcia.
We wrześniu 1960  dokonano reorganizacji kompanii wsparcia batalionów piechoty zmotoryzowanej. W kompaniach tych wprowadzono plutony dział bezodrzutowych 82 mm, przy czym w pułku zmechanizowanym DPanc zmniejszono liczbę plutonów moździerzy 82 mm z dwóch do jednego.
Na początku lat 60. XX w. w dywizjach ogólnowojskowych wprowadzono tzw. „etaty pokojowo-wojenne”. W pułku zmechanizowanym DZ znajdowały się trzy bataliony piechoty zmotoryzowanej w składzie: trzy kompanie piechoty, kompania wsparcia oraz pluton łączności, pluton zaopatrzenia, pluton medyczny oraz drużyna naprawy samochodów.
W sierpniu 1961 wprowadzono etaty „szkolnej” dywizji zmechanizowanej. Pułk zmechanizowany posiadał między innymi dwa bataliony piechoty zmotoryzowanej. Bataliony piechoty zmotoryzowanej miały po trzy kompanie piechoty zmotoryzowanej i kompanię wsparcia. W pierwszym batalionie rozwinięta była jedna kompania piechoty zmotoryzowanej, a pozostałe skadrowane. W drugim batalionie skadrowane były wszystkie kompanie.

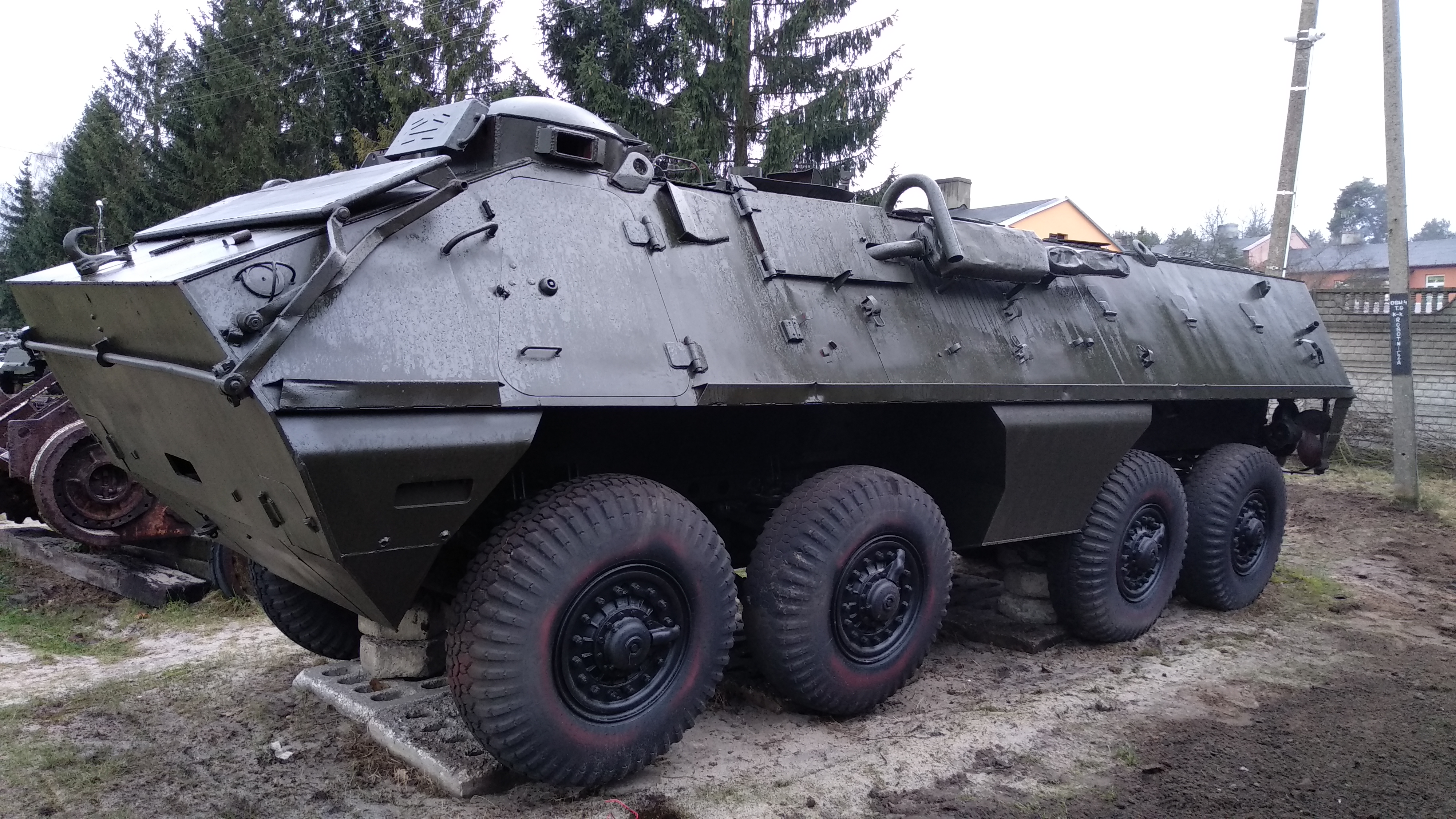
SKOT1

W marcu 1962  utworzono etat „skadrowanych” dywizji zmechanizowanych. W ich pułkach zmechanizowanych były trzy bataliony piechoty zmotoryzowanej, z których każdy miał inny stopień skadrowania. Najbardziej rozwinięty batalion miał jedną rozwiniętą kompanię piechoty zmotoryzowanej oraz skadrowane dwie kompanie piechoty i kompanię wsparcia. W pozostałych dwóch batalionach skadrowane były wszystkie kompanie.
W maju 1962 wprowadzono zmiany w etatach pułku zmechanizowanego 5 Saskiej Dywizji Pancernej. W miejsce samochodów ciężarowych znajdujących się w batalionach piechoty zmotoryzowanej wprowadzono transportery opancerzone BTR-152 i BTR-40. Odbyło się kosztem wycofania transporterów z innych dywizji. Rok później w pierwszorzutowych dywizjach bataliony piechoty zmotoryzowanej zaczęto wyposażać w nowe transportery opancerzone typu SKOT.
W połowie 1964 weszły nowe etaty dla „szkolnych” dywizji zmechanizowanych. Pułki zmechanizowane 2 Pomorskiej Dywizji Zmechanizowanej miały w swym składzie trzy bataliony piechoty zmotoryzowanej, w tym dwa głęboko skadrowane. „Rozwinięty” batalion piechoty zmotoryzowanej w swoim składzie miał: kompanię ochrony i obsługi, kompanię szkolną oraz skadrowaną kompanię wsparcia. W skadrowanych batalionach piechoty zmotoryzowanej było tylko dowództwo batalionu i dwóch dowódców kompanii. W 15 Dywizji Zmechanizowanej w pułku zmechanizowanym znajdowały się dwa bataliony piechoty zmotoryzowanej, w tym jeden skadrowany.
W 1966 rozpoczęto wprowadzanie nowych etatów pokojowo-wojennych dywizji zmechanizowanej. W pułku zmechanizowanym znajdowały się trzy bataliony piechoty zmotoryzowanej, w każdym trzy kompanie piechoty zmotoryzowanej i kompania wsparcia.